# Каведаго
Каведа̀го (на италиански: Cavedago; на ладински: Ciavedac', Чаведач) е село и община в Северна Италия, автономна провинция Тренто, автономен регион Трентино-Южен Тирол. Разположено е на 864 m надморска височина. Населението на общината е 549 души (към 2019 г.).